# 品味
品味（在针对饮食时也称口味或风味）是一个美學、社會學、經濟學和人類學的概念，泛指个人或群体在面对不同的产品、时尚、音乐、设计和艺术风格等选项时出于主观喜好而展现出来的一系列评估偏好和消费习惯。人會依據其品味對不同的風格、禮貌、舉止、消費品和藝術品等有所區分、有所選擇。關於品味的社會研究聚焦於人類判斷何謂「美」、「好」和「對」的能力。
有關品味的社會和文化現象跟人與人之間的社會關係和互動有關連緊密。社會品味的概念因而絕少跟相關連的一系列社會學概念分離。把品味理解為一些會在人與人之間的行為中顯現的訊息，讓我們察覺到了許多原本難以想像的社會現象。
人們對品味的判斷各有見解，通常不會有一種品味是社會裡每個成員都認同的。不過人對品味的個人見解亦不是獨一無二的。例如，一個人的美學偏好和所出席的文化活動跟其教育和社會出身有關。不同的社會經濟群體通常會有不同的品味，而亦有證據顯示，社會階層是影響品味的一個主要因素。

## 品味與消費

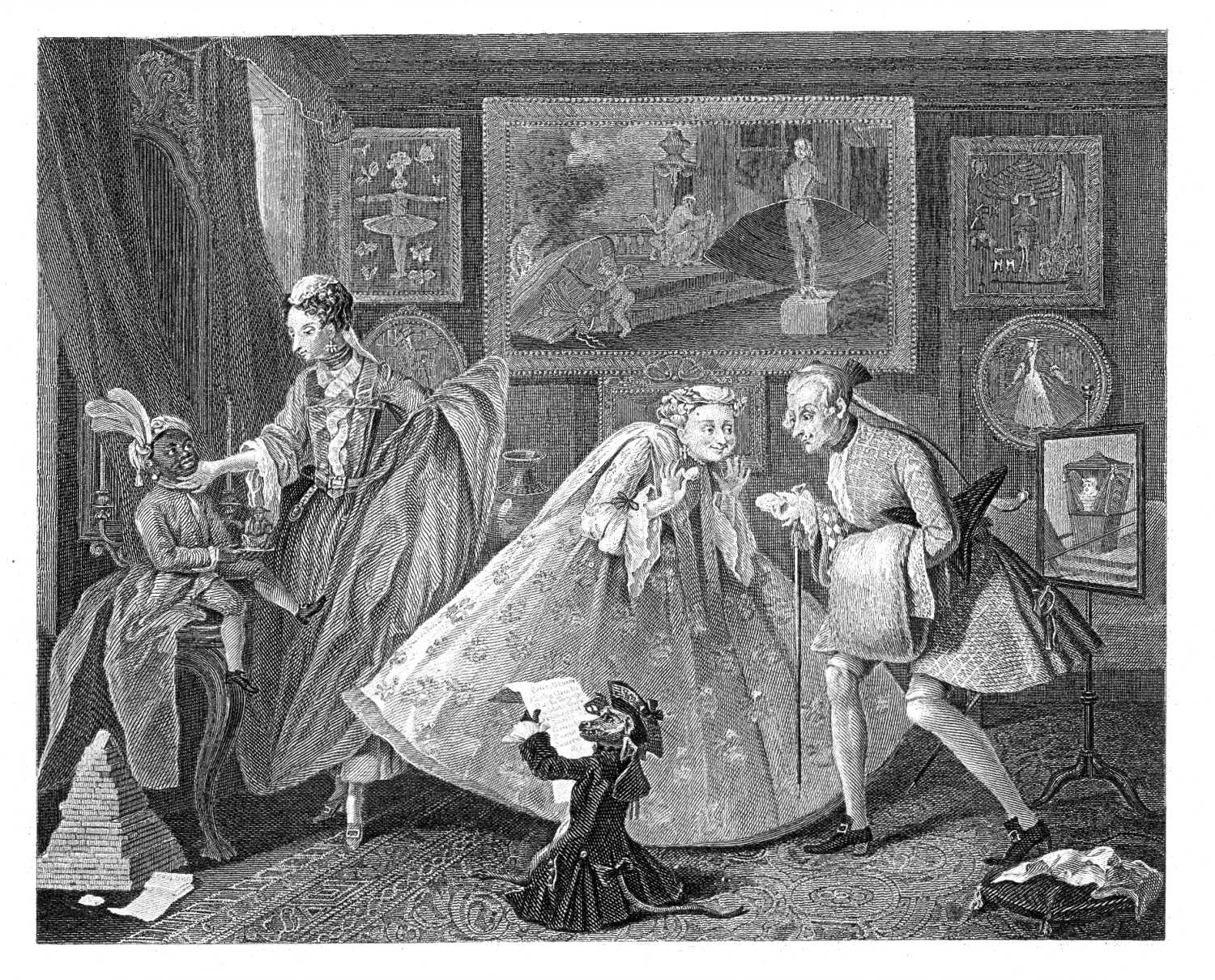
「高級生活的品味」；原畫作於1742年，由William Hogarth版刻於1746年

品味和消費有緊密關係；品味作為對衣著、食物以及其他貨品的偏好直接影響消費者在市場上所作的選擇。不過，品味和消費的因果關係比起由品味製造需求、然後需求製造供應的直接連鎖效應來得複雜。研究品味可以從許多科學角度入手，特別是在經濟學、心理學和社會學等學術領域。

### 品味與消費之間的關係
在古典經濟學背景下，消費的定義可以總結為：「供應會製造對自己的需求。」換句話說，消費是由市場貨品的生產創造出來的；不過，這個定義不適用於任何嘗試描述品味和消費之間的互動機制的理論。
經濟學家托斯丹·韋伯倫提出一個比較複雜的經濟學模型來解釋品味和消費間的關係。他不認為人只是為了滿足其最緊逼的需要而消費，進而提出經濟學必須對品味的形成以及消費的規律作出研究。韋伯倫並非否定個人需要對經濟體系的重要性，只是堅持否定利益最大化這個原則。因此，古典經濟學對供應和需求的理解必需擴大，以容納一種原本不存在於經濟學範式之中的社會互動。
韋伯倫認為，人類這種生物為了存活，有一種有力的本能去模仿別人。由於社會地位至少在某程度上是以一個人所擁有的財產為基礎，所以人在財富的累積上會傾向嘗試去追趕那些在社會階梯較高位置的人。放在品味和現代消費上，就是說，品味是在模仿的過程中形成的：人們互相模仿，造成某些習慣和傾向，然後推動了對某些貨品的偏好和消費。
韋伯倫在《有閒階級理論》一書中提出他關於有閒階級的主要論點，詳細說明了品味、獲得和消費之間的互動機制。他視這個關於品味的論述為一個經濟因素，並與新古典經濟學對「不飽足（英語：nonsatiety）」的假定結合起來。他指出，沒有人會對自己當下擁有的財富感到滿足，故此，負擔得起奢侈品的人應該都是身處於較佳的社會狀態；如此定義，奢侈品的獲得就代表了較高的社會地位，這就創造了對某些奢侈品的需求。這些奢侈品當然並不是必需品，它們備受追捧只是因著較富裕階層當下的品味。
在不同的時代，消費和其社會功能都會有所變化。在14世紀的英國，消費行為有著重要的政治含意。英格蘭王室當時通過創造奢華的貴族品味來確立自己的高等地位，同時，就如前述有關品味和消費之間的互動機制一樣，貴族們會以模仿王室的品味作為爭逐更高社會地位的手法之一。不過，工業化的來臨加快了貨品的流轉以及降低價格，同時，舊年代的奢華不再能夠有力地反映社會地位，這套貴族式消費的計謀亦走向終結。隨著貨品生產和消費的規模不斷擴大，人們開始負擔得起在各式各樣的貨品之間作選擇，這亦造就了時裝在市場上出現。
大規模消費的時代啟動了又一種新的品味和消費規律。從18世紀開始，時代見證著消費的不斷增加以及時裝的誕生，但這些都不能單以「社會地位競爭」來準確解釋。相比起去確立社會地位，今天人們消費更多是為了享樂。也就是說，消費者會不斷發掘新意來試圖滿足消費衝動，但事實上他們是永遠不會滿足的。
以上的論述認定品味存在於消費選擇之先，品味是消費的前提；換句話說，在這套論述底下，品味是一個消費者或一個社會群體的屬性或特質。不過，有另一派意見對上述看法持批判態度，認為品味不過是一種活動，而並非甚麼屬性或特質。這套對品味的實用主義理解，主要是因為個人品味並不能自然而然的被觀察到，我們觀察到的只是一個人的實際行動。

### 對消費和品味的批判性觀點
消費，特別是大規模消費一直備受批評，來自哲學、文化和政治角度的都有。反消費主義認為消費行為過於炫耀或引人注目，環境主義則認為消費行為在環境上難以持續，亦有人認為消費是品味差劣的標誌。
不少批評者亦擔心流行文化一直增長的影響力，最終會令到全球的文化多樣性消失，例如麥當勞就被視為西方文化帝國主義的象徵。麥當勞化就是用以描述這個快餐集團擴大其供應至全球每個角落的過程。它被指責為導致一些規模較小的民族企業以至本土飲食文化消失的原因。在全球任何地方都能買到同樣的漢堡包，這種方便和效率被認為可以輕易凌駕於保留本土民族文化體驗所能帶來的利益。
消費主義當中的西方文化亦因著其一致性而受到批評。批評者認為文化產業雖然承諾滿足消費者對新的體驗和經歷的需求，但他們所提供的其實一直在不斷重覆，而且人們的滿足感來得快也去得快。品味因而可以被視為一種壓制手段，令人失去有內涵和豐富的思想及意志。這種批評因而強調西方文化所提倡的品味最終並沒有讓人得到美學和文化上的滿足。

## 品味與社會階級
縱然有辯論的空間，品味的問題在多個方面跟一個社會的基本社會分野有關。處於不同社會經濟地位的群體對文化活動及商品的喜好通常有別，到一個地步要識別出不同階層各自的獨特品味往往是可能的。而且，有關於品味的各種理論當中，階級流動的過程都被認為是構建品味以至對高雅和傭俗的觀念的主要機制之一。

### 模仿與區隔
在日常行為當中表達和顯示出的品味，實際上已經提供了很多訊息，多少顯透了一個人所身處的社會分層。對消費品、衣著、以至舉止等的偏好或習慣可能被視為是具某種社會地位的生活模式的其中一部份，因此，具該等偏好的人亦可能被視為屬於該社會地位的一分子。但品味的規律或模式並非只取決於社會結構。人們也可以有策略地在品味上顯得（與其所在階級的人）有所區隔，作為維持以至重新定義其社會地位的本錢。
當品味被運用到社會地位上的競爭時，詮釋往往會建基於社會仿效的理論上。社會仿效的理論認定，首先，人們都希望把自己和處於較低社會分層的人有所區分；同時，人們都會模仿處於較高層的人。